# Hieracium lepiduloides
Hieracium lepiduloides es una especie de planta con flor del género Hieracium, de la familia Asteraceae, orden Asterales.

## Distribución
Hieracium lepiduloides se distribuye por Gran Bretaña.

## Taxonomía
Fue descrita científicamente por Mc Cosh.
Tratamiento taxonómico
La especie aparece registrada en una sección de la publicación New J. Bot.